# پرتو نادری
نصرالله پرتو نادری (زادهٔ ۱۹۵۳ مطابق با ۱۳۳۱ هجری خورشیدی، ولایت بدخشان) نویسنده، شاعر و فعال اجتماعی اهل افغانستان است.

## زندگی
پرتو نادری، شاعر، نویسنده، پژوهشگر و روزنامه‌نگار در سال ۱۹۵۳ (میلادی) در دهکده جرشاه بابا ولسوالی کشم ولایت بدخشان افغانستان به دنیا آمد. وی از قوم تاجیک افغانستان است.

### تحصیلات
او دوره ابتدایی و میانه را در زادگاه خود تمام کرد، بعداً به کابل آمد و دوره لیسه را در دارالمعلمین کابل به پایان رساند، در سال ۱۳۵۰ خورشیدی به دانشکده ساینس دانشگاه کابل راه یافت و در سال ۱۳۵۴ از رشته زیست‌شناسی (بیولوژی) این فاکولته دانشنامه لیسانس به‌دست‌آورد.

### کار در بی‌بی‌سی
پرتو نادری در سال ۱۹۹۷ درزمان حاکمیت طالبان به پاکستان آواره شد و تا فوریه ۲۰۰۳ در بخش فارسی دری بی‌بی‌سی کار می‌کرد، او در این سال‌های گذشته از گذارش‌های خبری هر هفته یک‌بار برنامه هنری ادبی را زیر نام گذارش‌های فرهنگی افغانستان تهیه می‌کرد، او گذارش‌های خود در بی‌بی‌سی را به‌نام پسرش علی‌سینا انتشار می‌داد.
او در این سال‌ها اخیر وسیعا با شماری از سایت‌های فرهنگی و ادبی پناهندگان افغانستان در اروپا و آمریکا همکاری گسترده‌ای برقرار کرده است.
او در گذشته برنامه‌ساز و ارایه‌کننده برنامه‌هایی در رادیو بی‌بی‌سی، تلویزیون طلوع‌نیوز و رسانه‌های دیگر نیز بوده است. آقای نادری نخستین ریاست دوره‌ای انجمن قلم افغانستان را برعهده داشت و از چهار دهه به این‌سو در عرصه فرهنگ و ژونالیسم افغانستان حضور فعال داشته است.

### حکم بازداشت
در روز دوشنبه ۱۶ دلو ۱۳۹۱ دادستانی کل حکم بازداشت وی را به درخواست وزیر ترانسپورت آقای داوود علی نجفی صادر کرد. 
آقای نادری این جلب را غیرقانونی دانسته و برای پاسخگویی حاضر نشده است.
پرتو نادری در ماه اسد ۱۳۹۱ در روزنامه ماندگار مطلبی را زیر عنوان "رییس جمهور آینده افغانستان را چه کسی انتخاب خواهد کرد؟" نوشته بود، و در این نوشته‌اش از داوود نجفی نقل کرده است:
من (داوود علی نجفی) حامد کرزی را رئیس‌جمهور افغانستان کردم.
به گفته نادری، حدود ۵ ماه بعد از انتشار این مقاله در روزنامه ماندگار، به تاریخ ۱۰ دلو، حکم جلبی را از سوی دادستانی کل به‌دست آورده که بر اساس شکایت داوود علی نجفی به خاطر آنچه که توهین به وی خوانده شده، صادر شده است.

## فعالیت‌ها
وی تا سال ۲۰۰۳ تجربه کار در بی‌بی‌سی فارسی را دارد.
از پرتو نادری تاکنون ۴۰ عنوان کتاب شعر، طنز، داستان، نقد ادبی و کتاب‌های پژوهشی نشر شده است.
پیش از این، پاره‌ای از شعرهای پرتو نادری به زبان‌های انگلیسی، هالندی، فرانسوی، سویدی، اردو، هندی، بنگالی، روسی و کردی ترجمه شده است. او تاکنون به پژوهش کردن و نوشتن ادامه داده است و حالا با روزنامه ۸صبح نیز همکاری می‌کند.
اشتراک پرتو نادری در همایش‌های جهانی:
- شصت و نهمین کانگرس سازمان جهانی قلم در شهر مکسیکو، نوامبر ۲۰۰۳
- دومین کنفرانس جامعه مدنی افغانستان در برلین، مارس ۲۰۰۴
- برنامه سفر شاعران جهانی (World's Poets tour) اکتبر ۲۰۰۵

## آثار
او در دو سال گذشته کتاب‌های زیر را نشر کرده است:
- شعر پایداری و چگونه‌گی آن در افغانستان
- پیشگامان شعر نو در افغانستان
- مرواریدهای رنگین
- شعر کوتاه و پیشگامان آن
- روایت‌های نی
- سفری در امتداد
- حکیم‌الحکمای روزگار ما (گزینه طنزهای داستانی)
- اشک‌هایم را نوشیدم

تعدادی از گزینه‌های شعری چاپ شده:
- قفلی بر دستگاه خاکستر؛ انجمن نویسندگان افغانستان
- سوگنامه‌ای برای تاک؛ انجمن نویسندگان افغانستان
- آن‌سوی موج‌های بنفش؛ انتشارات میوند در پیشاور
- تصویر بزرگ، آیینه کوچک؛ مرکز نشراتی آرش در پیشاور
- لحظه‌های سربی تیرباران؛ بنگاه انتشارات میوند در کابل
- دهان خون آلودی آزادی؛ بنیاد انتشاراتی عرفان، ایران